# سزگی سنا آکای
سزگی سنا آکای (ترکی استانبولی: Sezgi Sena Akay؛ زادهٔ ۳۱ اکتبر ۱۹۹۴) بازیگر، و مدل (شخص) اهل ترکیه است. وی از سال ۲۰۱۲ میلادی تاکنون مشغول فعالیت بوده‌است.
از باشگاه‌هایی که در آن بازی کرده‌است می‌توان به باشگاه والیبال زنان گالاتاسرای اشاره کرد.